# Marielle Saner
Marielle Saner (22 de marzo de 1977) es una deportista suiza que compitió en ciclismo de montaña en la disciplina de descenso.
Ganó una medalla de plata en el Campeonato Mundial de Ciclismo de Montaña de 1997 y cuatro medallas en el Campeonato Europeo de Ciclismo de Montaña entre los años 2003 y 2006.

## Medallero internacional
| Campeonato Mundial | Campeonato Mundial    | Campeonato Mundial | Campeonato Mundial |
| Año                | Lugar                 | Medalla            | Competición        |
| ------------------ | --------------------- | ------------------ | ------------------ |
| 1997               | Château-d'Œx (Suiza)  | Medalla de plata   | Descenso           |
| Campeonato Europeo |                       |                    |                    |
| Año                | Lugar                 | Medalla            | Competición        |
| 2003               | Graz (Austria)        | Medalla de plata   | Descenso           |
| 2004               | Wałbrzych (Polonia)   | Medalla de plata   | Descenso           |
| 2005               | Commezzadura (Italia) | Medalla de bronce  | Descenso           |
| 2006               | Commezzadura (Italia) | Medalla de plata   | Descenso           |